# Franz Lenner

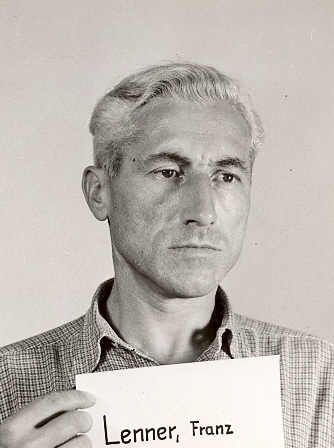
Lenner als Zeuge bei den Nürnberger Prozessen.

Franz Xaver Lenner (* 27. August 1903 in Herkheim bei Nördlingen; † nach 1950) war ein deutscher SS-Führer und -Funktionär.

## Leben und Wirken
In seiner Jugend besuchte Lenner die Volksschule und das Realgymnasium in Nördlingen. Anschließend absolvierte er eine Lehre bei der Bayerischen Vereinsbank, von der er später als Bankbeamter übernommen wurde.
In den Jahren 1924 bis 1930 war Lenner bei verschiedenen Firmen als Buchhalter tätig. Danach war er bis August 1933 arbeitslos.
Zum 1. Februar 1931 trat Lenner in die NSDAP ein (Mitgliedsnummer 449.332). Zum 1. Oktober 1931 folgte sein Eintritt in die SS (SS-Nummer 16.840). 1943 wurde er in die Waffen-SS übernommen. Während er in der regulären SS zuletzt den Rang eines SS-Sturmbannführers innehatte, brachte er es in der Waffen-SS bis zum Schützen.
Von August 1933 bis April 1934 war Lenner bei der Ortskrankenkasse in Nördlingen als Hilfskraft beschäftigt, bevor er von 1934 bis 1939 für die Barmer Ersatzkasse in München als Schalterbeamter tätig war.
Vom 16. April 1939 bis 11. Oktober 1944 war Lenner als Angestellter beim Lebensborn beschäftigt, zu dessen Vorstand er seit Oktober 1940 gehörte. Beim Lebensborn leitete er zunächst von April 1939 bis Ende 1941 die Krankenkassenabteilung in der Hauptabteilung Finanzverwaltung, bevor er von 1942 bis Oktober 1944 als SS-Hauptsturmführer die Leitung der Hauptabteilung Finanzverwaltung selbst bzw. – nach einer Reorganisation Mitte 1942 (Trennung der Hauptabteilung Finanzverwaltung in Hauptabteilungen Finanz und Verwaltung) – die Leitung der Hauptabteilung Finanz wahrnahm.
Im Oktober 1944 wurde Lenner zur Waffen-SS in Brünn eingezogen. Nach einer schweren Verwundung im Februar 1945 blieb er bis Mai 1945, über das Kriegsende hinaus, in einem Lazarett. Bald danach geriet er in alliierte Kriegsgefangenschaft. In den folgenden Jahren wurde er wiederholt im Rahmen der Nürnberger Prozesse als Zeuge vernommen.
1950 musste Lenner sich im Rahmen der Entnazifizierung vor der Münchener Hauptspruchkammer verantworten, die ihn als Hauptschuldigen ansah.